# Смоляк, Андрей Николаевич
Андрей Николаевич Смоляк (бел. Андрэй Мікалаевіч Смаляк; род. 2 декабря 1954, Малая Слепянка, Минская область) — белорусский художник, член Союза художников РБ, Почётный академик Европейской академии искусств. В 1999 году награждён Европарламентом серебряной медалью за вклад в развитие европейского искусства. Лауреат международного Шагаловского пленэра в Витебске.

## Биография
Андрей Смоляк родился в 1954 году в Минске. В детстве поступил в Республиканскую школу-интернат по изобразительному искусству и музыке им. И. Ахремчика (в пятом классе, благодаря стараниям мамы). Желание стать настоящим художником, научиться мастерству не покидало его ни на минуту. Как «лучший ученик среди ребят», Андрей три раза побывал во Всесоюзном пионерском лагере «Артек» имени Ленина.
В 1973 году поступил Белорусский театрально-художественный институт на отделение станковой живописи. На третьем курсе познакомился со своей будущей супругой — Ольгой, студенткой актёрского факультета.
В 1980 году закончил БГХТИ (дипломная работа «Партизанская переправа») и был получил распределение на киностудию «Беларусьфильм» художником. Работал в кинолентах «Люди на болоте», «Раскиданное гнездо».
С 1982 года, после рождении сына, пришлось заниматься такими нетворческими работами («халтурами»), как рисование Ленина, передовиков производства, колхозы-совхозы, даже в поработал в Чечне — расписывал спортивный зал.
Творческий подъём у Андрея Смоляка случился после того, как после автокатастрофы он пережил клиническую смерть, после которой он написал свою картину «Синяя комната».
В 1989 году состоялась его первая персональная выставка в Союзе художников. По её итогам его приняли в члены этой организации.
В 1996 году ему выделяют собственную творческую мастерскую, в которой было написано почти все, что вошло в его первый альбом (Андрей Смоляк. Минск. Ольгапресс, 1997).
Сегодня Андрей Смоляк автор более 30 персональных выставок, ему был заказан портрет принцессы Бельгии, он принимал участие во Втором международном Шагаловском пленэре. Художник Андрей Смоляк так же открыл персональную авторскую галерею «Эрмітаж». Его работы находятся в государственных и частных коллекциях Республики Беларусь, а также Франции, Италии, США, Бельгии, России, Голландии.

## Награды, звания
- Серебряная медаль Европарламента за вклад в европейское искусство (1999 год)
- Почётный академик Европейской академии искусств (Париж)
- Член Союза художников РБ
- Лауреат международного Шагаловского пленэра в Витебске[1]

## Крупные международные выставки
- 1998 год — выставка в Европарламенте.
- 2000 год — выставка в Национальном Королевском музее Бельгии.
- 2001—2002 — участник Всемирных выставок в Хельсинки и Вильнюсе.

## Персональные выставки
- 1989 — Белорусский Союз художников. Минск (Белоруссия).
- 1990 — Дом искусств. Минск (Белоруссия).
- 1991 — ВДНХ. Минск (Белоруссия).
- 1991 — Галерея «Art». Марибор (Югославия).
- 1992 — Галерея Белорусского метрополитена. Минск (Белоруссия).
- 1992 — Национальный университет. Сеул (Южная Корея).
- 1992—1993 — Передвижная персональная выставка по городам Белоруссии.
- 1993 — Галерея «Leonardo». Целе(Югославия).
- 1993 — Галерея «Rynek». Беласток(Польша).
- 1994 — Галерея «Antic». Тревизо(Италия).
- 1994 — Институт СССР и Центральной Европы. Мичиган(США).
- 1994 — Выставочный центр «Жилбел». Минск (Белоруссия).
- 1995 — Библиотека им. Я.Купалы. Минск (Белоруссия).
- 1995 — Второй Международный Шагаловский пленэр. Витебск(Белоруссия).
- 1996 — ВДНХ. Минск (Белоруссия).
- 1996 — Дворец искусств. Минск (Белоруссия).
- 1997 — «Посвящение мастеру». Дом-музей Марка Шагала. Витебск (Белоруссия).
- 1997 — Комплекс «Юность». Минск(Белоруссия).
- 1998 — Центральный дом офицеров. Минск (Белоруссия).
- 1998 — «Искусство — мост в Европу», Европарламент. Брюссель (Бельгия)
- 1998 — Российский центр культуры. Брюссель (Бельгия).
- 1999 — Фламандский центр культуры «ZEPPO». Брюссель (Бельгия).
- 1999 — Галерея «Fayla» Grand Sablon". Брюссель (Бельгия).
- 1999 — «Elizabethzaal». Антверпен(Бельгия).
- 1999 — Дом прессы. Минск(Белоруссия).
- 1999 — Национальный Королевский музей Бельгии. Брюссель(Бельгия).
- 2000 — выставка в Национальном Королевском музее Бельгии.
- 2001—2002 — участник Всемирных выставок в Хельсинки и Вильнюсе.
- 2001 — «Belarus-Expo-2001». Хельсинки (Финляндия).
- 2002 — Дом прессы. Минск (Белоруссия).
- 2002 — «Belarus-Expo-2002». Вильнюс (Литва).
- 2003 — Дом-музей В.Короткевича. Орша (Белоруссия).
- 2004 — «Дамский салон». Галерея «Эрмітаж». Минск (Белоруссия).
- 2004 — «Праздники». Галерея «Эрмітаж». Минск (Белоруссия).
- 2004 — «Карнавал». Галерея «Эрмітаж». Минск (Белоруссия).
- 2004 — «Belarus-Expo-2004». Рига (Латвия).
- 2007 — Галерея «Bindes». Талин (Эстония).
- 2008 — Галерея А. Булянской. Лондон (Англия)
- 2008 — Национальный художественный музей. Минск(Белоруссия).
- 2009 — «Неизвестный Смоляк». Национальный музей РБ, Минск (Белоруссия).
- 2010 — «Pinacoteca Comunale». Citta di Castella PG (Италия).
- 2010 — «Красный очки» Дворец Румянцевых и Паскевичей. Гомель (Белоруссия).
- 2011 — Проект «Ожившие картины». Дворец спорта. В рамках международного юбилейного ХХ фестиваля моды и фото «Мельница моды 2011».
- 2011 — Проект «Ожившие картины». Национальный исторический музей РБ, в рамках Международной акции «Ночь музеев». Минск (Белоруссия).
- 2011 — Проект «Ожившие картины». В рамках юбилейного XX фестиваля искусств «Славянский базар». Художественный музей. Витебск (Белоруссия).
- 2011 — Проект «Ожившие картины» в клубе «Дозари». Презентация каталога «55 портретов знаменитых белорусов». Минск (Белоруссия).
- 2012 — Проект «Ожившие картины» в Национальном академическом большом театре оперы и балета. Минск (Белоруссия).
- 2013—2014 — Выставочный проект «Ожившие картины». Минск, Музей под открытым небом (парк имени Челюскинцев).
- 2014 — Юбилейная выставка «Жизнь. Живопись. Любовь». Минск Галерея Михаила Савицкого.
- 2016—2017 — выставка живописи приуроченная Году Культуры Беларуси. Минск. СНГ.
- 2017 — Выставочный проект «Посвящение театру». Эстония. Таллин. Национальный театр оперы и балета «Эстония».
- 2017 — Международная выставка «Весь мир — театр». Эстония — Минск. Кохла — Ярва.
- 2017 — Выставка живописи «Жизнь как искусство. Искусство как жизнь». Сербия. Белград. Музей современного искусства. «Цептер-Музей».
- 2017 — Международный выставочный проект Минск-Таллин. «Весь мир — театр». Минск. Галерея Михаила Савицкого.